# Pārengarenga Harbour
Der Pārengarenga Harbour ist ein Naturhafen an der Ostküste der Aupōuri Peninsula auf der Nordinsel von Neuseeland. Er ist der nördlichste Naturhafen des Landes.

## Namensherkunft
Der Name Pārengarenga entstammt der Sprache der Māori und setzt sich aus Pārenga und der Wiederholung renga zusammen. Pārenga bedeutet Sandbank und mit der Wiederholung renga sinngemäß viele Sandbänke.

## Geographie
Der Pārengarenga Harbour befindet sich im äußersten Norden der Nordinsel rund 15 km südlich des nördlichsten Punktes Neuseelands, den Surville Cliffs. Cape Reinga / Te Rerenga Wairua liegt rund 30 km nordwestlich des Zentrums des Hafengebietes. Pārengarenga Harbour besteht aus vierarmigen Verzweigungen mit fünf Kanälen, die vereint zwischen Ohao Point (Coal Point) und Kokota (The Sandspit) über die Great Exhibition Bay ihren Zugang zum Pazifischen Ozean finden. In dem Hafengebiet befinden sich zahlreiche Sandbänke, die sich durch die starke Gezeitenströmung ständig verändern. Vom Hafenzugang aus, der bei einer Springtide rund 720 m breit ist, verzweigt sich das Gewässer bis zu 15 km landeinwärts und reicht im Westen und Süden bis an den New Zealand State Highway 1 heran.
Die größte Siedlung im Hafengebiet ist Te Hapua, 7 km westlich des Hafeneingangs, gefolgt von Paua, nördlich der Ngutukorari Bay. Tangoake und Waitiki Landing sind zwei weitere kleine Siedlungen an den Endpunkten zweier Wasserarme. Im südlichen Arm des Naturhafens liegt in der Taraere Bay die kleine Insel Kaipohue Island.
Administrativ gehört der Pārengarenga Harbour zum Far North District der Region Northland.

## Nutzung
Der leuchtendweiße Sand der Sanddüne Kokota, die sich südlich des Hafeneingang erstreckt, war eine Quelle für qualitativ hochwertigem Quarzsand zur Glasherstellung in Auckland. Ein Abbau erfolgte bis 1997. Während auch an anderen Orten in Northland verwendbarer Quarzsand gefunden wurden, so waren die Lagerstätten des Pārengarenga Harbours die bei weitem die größten der Region.